# Targa Wassay
Targa Wassay (franska: Targa Wassay (CR), Targa Wassay (Commune Rurale), arabiska: تلوين اساكا) är en kommun i Marocko.   Den ligger i provinsen Guelmim och regionen Guelmim-Oued Noun, i den centrala delen av landet, 600 km sydväst om huvudstaden Rabat. Antalet invånare är 1 138.